# إريك كيمل
إريك كيمل (بالإنجليزية: Eric Kimmel)‏ هو كاتب وكاتب للأطفال أمريكي، ولد في 1946.